# Dankia langbianensis
Dankia es un género monotípico de plantas  perteneciente a la familia Theaceae. Su única especie:  Dankia langbianensis, se encuentra en el Sudeste de Asia.

## Taxonomía
Dankia langbianensis fue descrita por François Gagnepain y publicado en Cayco Vietnam 1(1): 537, en el año 1991.
Sinonimia
- Camellia langbianensis (Gagnep.) P.H.Hô[2]